# Diana María Vizcarra Montes
Diana María Vizcarra Montes, destacada deportista ecuatoriana de la especialidad de Triatlón que fue campeona suramericana en Medellín 2010.

## Trayectoria
La trayectoria deportiva de Diana María Vizcarra Montes se identifica por su participación en los siguientes eventos nacionales e internacionales:

### Juegos Suramericanos
Fue reconocido su triunfo de ser la quinta deportista con el mayor número de medallas de la selección de  Ecuador en los juegos de Medellín 2010.

#### Juegos Suramericanos de Medellín 2010
Su desempeño en la novena edición de los juegos, se identificó por obtener un total de 2 medallas:

- , Medalla de plata: Velocidad Distancia Triatlón Equipo Mujeres
- , Medalla de bronce: Triatlón Distancia Olímpica Equipo Mujeres

### Mundial de Budapest 2010
La primera experiencia de Diana Vizcarra en los campeonatos mundiales organizdos por la ITU, fue en la ciudad de Budapest en Hungría, donde después de dar la tercera vuelta en el ciclismo, perdió la rueda delantera y por falta de abastecimiento por parte del equipo técnico, y tuvo que retirarse.[cita requerida]